# 入鹿別站
入鹿別站（日语：／ Irishikabetsu eki */?）是位於北海道勇拂郡厚真村字入鹿別（現時：厚真町鹿沼） ，鐵道省的富內線車站（廢站）。隨著沼之端站至豐城站之間區間廢除，車站在1943年（昭和18年）11月1日廢除。
在1943年11月1日，鐵路線被國有化後，由於與日高本線並行而成為不要不急線，因此暫停服務，後來沒有重開。

## 歷史
- 1923年（大正12年）11月11日 - 舊北海道鑛業鐵道（日语：北海道鉄道 (2代)）金山線此停留場[1]。在啟用當時的車站名稱讀法為「いるしかべつ」[1]。當時為客運車站。
- 1924年（大正13年）3月3日 - 鐵路公司改名為北海道鐵道（第二代）。
- 1928年（昭和3年）2月29日得到認可 - 變更為停車場。
- 1943年（昭和18年）
  - 8月1日 - 戰時收購後被國有化，成為富內線車站。同時改名為靜川站。
  - 11月1日 - 車站暫停服務，後來沒有重開，實際已經廢站。

## 車站周邊
- 入鹿別尋常小學（1923年）[2]

## 使用狀況
在1923年（大正12年）11月至1924年（大正13年）3月，上下車人次為552人（1日平均約4人）

## 相鄰車站
鐵道省
富內線
上厚真－入鹿別－豐城

## 注腳
1. 1 2 3  「地方鉄道駅設置並営業哩程変更」《官報》1923年11月26日（國立國會圖書館數碼化收藏）
2. 1 2  「北海道案内」高橋理一郎編 地方振興事績調査會出版 1924年（大正13年）發行 （页面存档备份，存于）（日語）（國立國會圖書館數碼化收藏）

## 外部連結
- 1936年（昭和11年）拍攝航空相片（國土地理院 地圖、航空相片參閱服務）。